# 李军 (1971年6月)
李军（1971年6月—），男，湖北蒲圻人，中华人民共和国政治人物。现任中共嘉兴市委副书记、嘉兴市人民政府市长。

## 经历
李军是湖北蒲圻人，1988年9月至1992年7月，在长沙交通学院港航专业学习。
1992年8月参加工作，进入湖南省航务工程设计研究院。1994年5月至12月于湖南省航道局项目办工作，随后进入湖南湘江航运建设公司，历任计划部副主任、工程部副主任、设备部副主任、设备部主任、总经理助理、副总经理、总经理（副处级）。2005年9月至2008年12月，任湖南湘江航运建设公司总经理（正处级）和湘江航运建设管理局局长。 2008年12月至2009年4月，任湖南省建设厅副厅长、党组成员。 2009年4月至2011年9月， 任长沙市政府副市长、党组成员。 2011年9月至2013年11月，任长沙市委常委、市委秘书长。 2013年11月至2016年12月，任湖南长沙市委常委、市纪委书记。 2016年12月至2019年12月，任湖南省机场管理集团党委书记、总经理、省机场管理局局长。 2019年12月至2021年10月，任浙江省宁波市委常委、宣传部长。 2021年10月，任嘉兴市委副书记，市政府副市长、代市长。
2022年4月28日，当选嘉兴市人民政府市长。